# Corporación de motores McCulloch
McCulloch Motors Corporation es un fabricante estadounidense de motosierras y otras herramientas eléctricas para exteriores. La empresa fue fundada en Milwaukee, Wisconsin, en 1943 por Robert Paxton McCulloch como fabricante de pequeños motores de gasolina de dos tiempos y presentó su primera motosierra en 1948, el modelo 5-49. McCulloch y su marca son propiedad de Husqvarna .

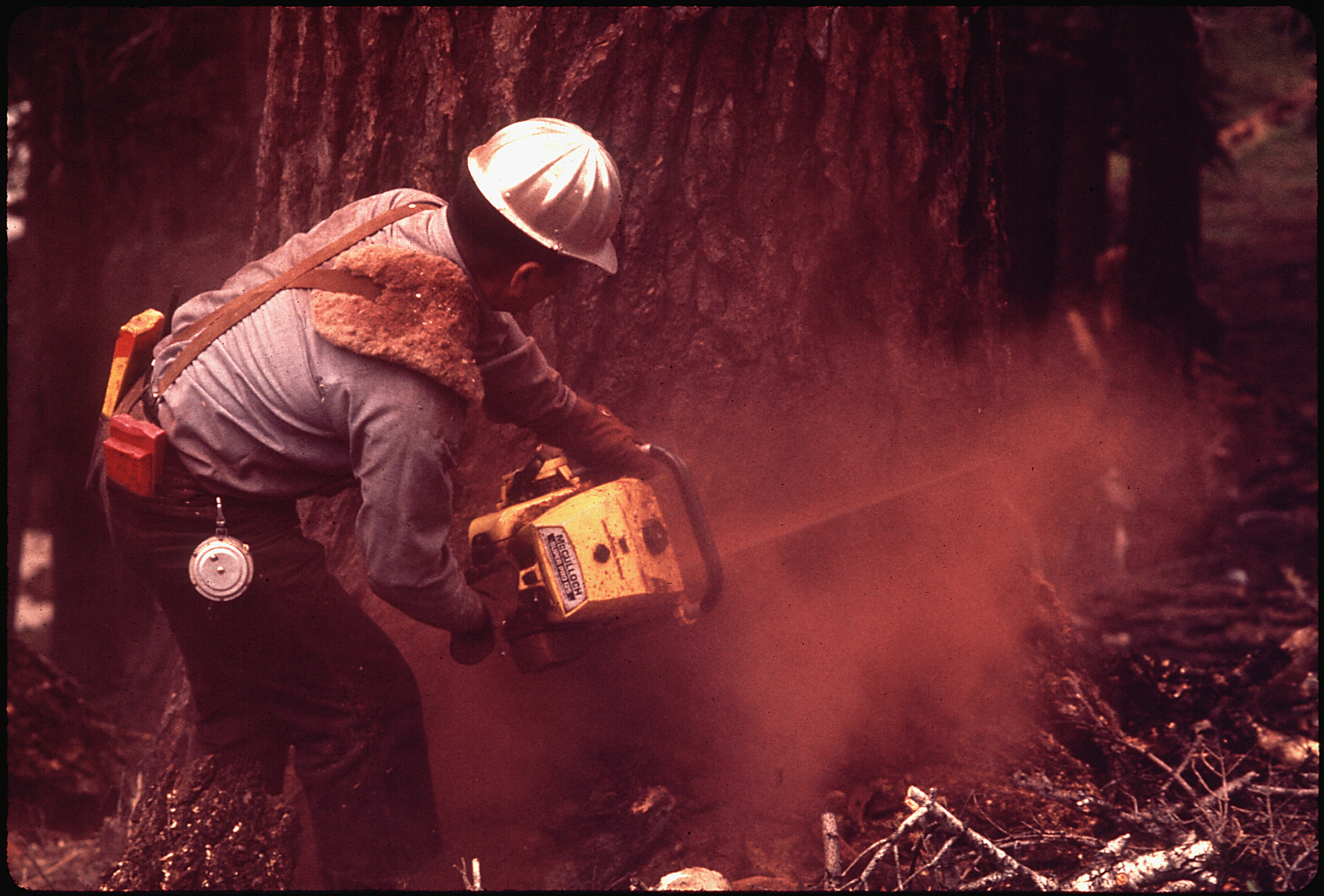
Una McCulloch Super pro 125 en acción

## Historia
McCulloch trasladó sus operaciones a California en 1946. En la década de 1950, McCulloch fabricó motores para drones de objetivos, que se vendieron a RadioPlane en la década de 1970. Estos pequeños motores McCulloch 4318 de cuatro cilindros horizontalmente opuestos y dos tiempos también fueron populares para su uso en varios autogiros pequeños, como el Bensen B-8 M y el Wallis WA-116 .
McCulloch también fundó Paxton Automotive, fabricando sobrealimentadores con la etiqueta McCulloch, como el instalado en el Kaiser Manhattan, el Studebaker Golden Hawk de 1957 y el Ford Thunderbird.
En 1959, produjeron su primer motor de kart, el McCulloch MC-10,  un motor de dos tiempos adaptado para motosierra.  Bill Van Tichelt de VanTech Engineering diseñó y produjo uno de los primeros colectores de admisión especializados y de mayor éxito para el motor de kart McCulloch, junto con silenciadores, kits de conversión, varillajes de acelerador, chimeneas de aire y pendientes inferiores. 

### Lake Havasu City
En 1964, McCulloch fundó Lake Havasu City, Arizona, con una fábrica y viviendas para sus trabajadores. El fundador de la empresa, Robert McCulloch, participó en la compra del Puente de Londres en una subasta en los años 60. Luego se volvió a montar en Lake Havasu City y se inauguró en 1971.  

### Líneas de productos
En 1967, McCulloch descontinuó su línea de motores para embarcaciones fuera de borda que comenzó después de la compra en 1956 de Scott-Atwater Manufacturing Company de Minneapolis, Minnesota, el fabricante de motores para embarcaciones fuera de borda Scott-Atwater. 
En la década de 1970, su gama se amplió para agregar generadores, cortasetos, cortasetos y sopladores de hojas, pero comenzó a centrarse exclusivamente en equipos para césped y jardín.

### Cambios corporativos
En 1978, Charles Hurwitz tenía una participación del 13% en la empresa.  Black & Decker compró McCulloch el 4 de octubre de 1974 y vendió la empresa a un grupo privado en noviembre de 1984. 
En enero de 1999, la empresa se acogió al Capítulo 11 de la ley de quiebras y vendió su división europea a Husqvarna AB . En octubre de 1999, su operación norteamericana fue adquirida por la empresa taiwanesa Jenn Feng Industrial Co. Jenn Feng añadió herramientas eléctricas y lavadoras a presión a su línea de productos. 
En marzo de 2003, MTD Products firmó un acuerdo de distribución y licencia con Jenn Feng en el que MTD produciría exclusivamente productos McCulloch en Norteamérica. 
En marzo de 2008, Husqvarna adquirió la división de productos para exteriores de Jenn Feng, obteniendo acceso a la marca McCulloch en el mercado norteamericano.  McCulloch es desde entonces una marca dentro del  Husqvarna AB.